# إكزيما بسيطة منتثرة
الاكزيما البسيطة المنتثرة أو الإكزيما الهربسية (بالإنجليزية: Eczema herpeticum) هي إكزيما معدية نادرة وحادة، وعامةً تحدث في مواقع تلف البشرة الناجمة عن على سبيل المثال: التهاب الجلد التأتبي، الحروق، الاستخدام طويل الأمد للستيرويدات الموضعية، أو من الإكزيما. ويعرف أيضاً بمسمى طفح كابوزي حماقي الشكل، بثار حاد جدري الشكل، وألتهاب كابوزي-جوليسبرغ.
بعض المصادر تُشير إلى المصطلح الاكزيما البسيطة المنتثرة «(إكزيمة هربسية)» عندما يكون السبب هو فيروس الهربس البسيط بسبب الانتقال عبر البشر، ويصف المصطلح طفح كابوزي حماقي الشكل المظهر العام بدون تحديد الفايروس.
تتكون هذه غالباً بسبب فيروس الهربس البسيط من نوع 1 أو 2، ويمكن أن تتكون أيضاً بواسطة فيروس كوكساكي إيه 16، أو فيروسات الوقس. حيث تظهر على شكل حويصلات مسررة مركبة على التهاب جلدي تأتبي. وغالباً ماترفقها حمى و تضخم العقد اللمفية. ويمكن أن تكون الاكزيما البسيطة المنتثرة مهددة لحياة الأطفال.

## التاريخ
تم وصف الإكزيما البسيطة المنتثرة من قبل الطبيب المجري موريتز كابوزيس في عام 1887م. أطلق فريتز يوليوس بيرغ المصطلح بثار حاد جدري الشكل (Pustulosis varioliformis acute) في عام 1898م. ويتسبب فيروس الهربس البسيط أتش في1 (Herpes simplex virus HV1)، بالإصابة بهذه الإكزيما، والتي تسبب بقرحة الزكام (هربس الحمى)، ويمكن الإصابة بهذه الإكزيما بواسطة فايروسات أخرى.

## الظهور
تؤثر العدوى على أعضاء عديدة، بينها العينان، الدماغ، الرئة، والكبد، ويمكن أن تكون قاتلة.

## العلاج
يمكن معالجتها باستخدام مجموعة أدوية مضادة للفيروسات، كالآسيكلوفير، أو فال قانسيكلوفير. ويمكن استخدام دواء فوسكارنت لمن يعاني من نقص المناعة وعائل للهربس و مقاوم للآسيكلوفير.